# 子展
公孙舍之（？—前544年），姬姓，罕氏（七穆之一），名舍之，字子展，中国春秋时期郑国的当国。郑穆公的孙子、公子喜（子罕）的儿子。在郑简公时为大夫。
前555年，其叔父当国子孔想借楚国除掉郑国诸卿，引楚兵犯境，即纯门之师。前554年，子展和子西杀死子孔，子展为当国。前548年，和子产率军攻克陈国国都，清点俘虏，全部释放。前547年，因功赐八邑。前544年，子展去世，其子子皮为当国正卿。